# Tex-Mex (gastronomía)
La gastronomía Tex-Mex, a veces denominada Tex-Mex, corresponde a las costumbres culinarias y a los platos de la gente mexicana que reside en Texas. Se trata de una fusión de dos estilos y dos formas de entender la cocina (mexicana), aunque no muy distintos en lo que a ingredientes se refiere.

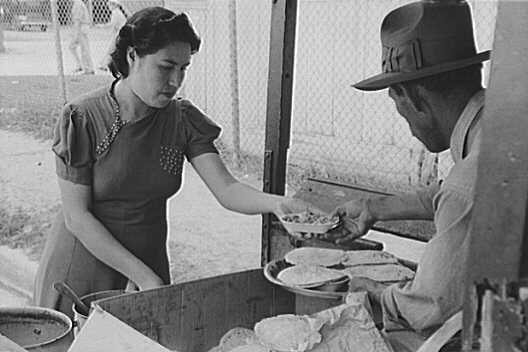
Vendedor de frijoles horneados y tortillas en San Antonio. Fotografía de Russell Lee, 1939.

## Historia

### Origen del nombre
Su nombre hace referencia a la zona fronteriza entre México y Estados Unidos, en particular a la zona del estado de Texas. Principalmente fue la comida mexicana la que fue evolucionando para satisfacer el paladar de los estadounidenses. Situación que ha ocurrido con un sinfín de comidas típicas que se tienen que ir amoldando a los paladares locales.
La comida Tex-Mex se caracteriza bastante por los sabores fuertes. Al igual que la comida mexicana, esta lleva chile (ají). Están las fajitas, los nachos (que se pueden servir junto con guacamole o una salsa de queso), el arroz, los famosos burritos, etc. Se utiliza mucho la carne de vacuno, cerdo y el pollo. Actualmente también es muy apetecido el camarón para acompañar las fajitas, que es una introducción más bien foránea a los gustos de la zona mencionada.
Pero como los inmigrantes mexicanos han sido millones, la comida Tex-Mex se ha ido expandiendo hacia la costa oeste de Estados Unidos. Eso sí, no se queda solamente por aquellas latitudes. Hoy en día es una comida conocida mundialmente debido principalmente a sus sabores fuertes y sabrosos que se ha ido adaptando a los diversos gustos de cada nación en que se arraiga.

### Las misiones jesuitas y la influencia española
En la época de las misiones españolas en los siglos XVI y XVII, los alimentos de la cocina española y la de los americanos nativos de Texas se mezcló en una fusión de tradiciones culinarias que se dispersó por la «Nueva España». La influencia española en la cocina de Texas comenzó con la llegada de Juan de Oñate acompañado de 600 colonos y 7000 cabezas de ganado en El Paso, el 20 de abril del año 1598. La cocina que hoy en día podríamos denominar como Tex-Mex se originó como una mezcla de la comida del pueblo nativo de Texas y la cocina española del siglo XVI. Los nativos americanos contribuyeron a la comida Tex-Mex incluyendo las pacanas, las judías pintas, las cebollas y el mesquite.
Los colonizadores procedentes de las Islas Canarias hicieron igualmente importantes contribuciones a los inicios de la cocina Tex-Mex. A las familias de colonizadores que emigraron a San Antonio desde las Islas Canarias mediante invitación de la Corona Española en 1731 se les permitió llevar consigo a personas de la Etnia bereber[cita requerida] del norte de África que influenciaron aún más las comidas de la región de Texas. Ésta inclusión afectó al gusto por el empleo de grandes cantidades de comino, chiles y coriandro (cilantro). Todo ello contribuyó a generar la marca propia del estilo Tex-Mex inicial, que difiere grandemente de los gustos de la cocina mexicana del interior. Un ejemplo de esta influencia canaria-marroquí en el "Nuevo Mundo" puede verse en la carne especiada muy popular en la cocina marroquí que se denomina tangia (elaborado hoy en día en Marruecos); es en San Antonio uno de los chili con carne más clásicos de la cocina Tex-Mex[cita requerida].

### Influencias posteriores
Posteriormente, la cocina Tex-Mex fue sufriendo influencias de las poblaciones vecinas de México. La cultura del rancho, existente en el sur de Texas y el norte de México, posibilitó la fusión. Pronto se confundieron los gustos por el cabrito asado, la barbacoa, la carne seca y otros productos cárnicos procedentes del sacrificio de las vacas, que llegaron a ser muy comunes a ambos lados del río Bravo. A lo largo del siglo XX, la cocina Tex-Mex tomó elementos estadounidenses como el empleo de los quesos amarillos, ciertamente baratos y fácilmente disponibles.
La autoridad en alimentación de origen británico, Diana Kennedy, fue la primera en trazar fronteras entre lo que se considera cocina mexicana y la comida mexicana americanizada en su libro de 1972: The Cuisines of Mexico. La primera referencia impresa sobre la cocina Tex-Mex aparece en el diario Mexico City News en el año 1973. Algunos estudiosos de la comida tejana como Robb Walsh han actualizado los estudios de Kennedy y han puesto comentarios acerca de la evolución de la comida Tex-Mex en términos sociopolíticos.

## Ingredientes
Se emplean tanto los ingredientes habituales de la cocina mexicana, como aquellos que son desconocidos. La cocina Tex-Mex se caracteriza por el empleo abundante de carne (particularmente de vaca), los frijoles y las especias, así como las tortillas al estilo mexicano (de maíz o de harina), frita o al horno. Los nachos, crispy tacos, crispy chalupas, chili con queso, chili con carne, chili gravy, taco rice, la papa Arizona y las fajitas son todos ellos invenciones tex-mex. La tortilla chip y la salsa picante servidas como aperitivo para mojar son igualmente una combinación original Tex-Mex. La cocina Tex-Mex ha importado sabores de otras cocinas, como el uso del comino, que no se emplea a menudo en las recetas tradicionales mexicanas.

## Restaurantes Tex-Mex
La cocina Tex-Mex se puede encontrar en muchos restaurantes independientes, así como en grandes cadenas a lo largo del estado de Texas y en sus vecindades. Entre las cadenas de restaurantes más conocidas se encuentra Chili's, Ninfa's, Casa Olé, Chuy's, El Chicó y Taco Cabana. Mientras que Chili's sirve algunos platos al estilo Tex-Mex, es considerado más una cocina del suroeste de Estados Unidos por muchos. Los restaurantes Taco Bell son una cadena popular de comida rápida que vende platos similares a los de la cocina mexicana. Sin embargo, no es considerada una cocina auténtica al estilo Tex-Mex ni mucho menos mexicana.